# Heinz Erbstößer

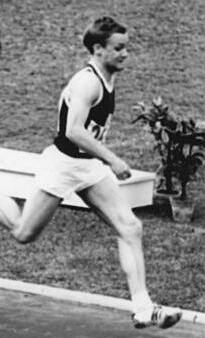
Heinz Erbstößer, 1962

Heinz Erbstößer (* 14. März 1940 in Torgau) ist ein ehemaliger deutscher Sprinter.
Erbstößer startete zuerst für den SC Rotation Leipzig, später für den SC Leipzig. Er konnte sich 1964 im 200-Meter-Lauf und in der 4-mal-100-Meter-Staffel für die gesamtdeutsche Mannschaft qualifizieren. Bei den Olympischen Spielen in Tokio schied er über 200 Meter im Vorlauf aus, in der 4-mal-100-Meter-Staffel verpasste er im Zwischenlauf in 40,1 s knapp den Finaleinzug.
1966 gewann er bei den Europäischen Hallenspielen in Dortmund Silber über 60 Meter. Bei den Europameisterschaften in Budapest schied er sowohl über 100 Meter als auch über 200 Meter im Zwischenlauf aus. Die 4-mal-100-Meter-Stafette der DDR in der Besetzung Erbstößer, Rainer Berger, Hermann Burde und Harald Eggers siegte in ihrem Vorlauf in 39,8 s und belegte im Finale mit 40,0 s den vierten Platz.
Zwei Jahre später, bei den Olympischen Spielen 1968 in Mexiko-Stadt lief Erbstößer über 100 Meter im Zwischenlauf mit 10,28 s die schnellste Zeit seiner Karriere, schied aber als Fünfter seines Laufs aus. Die 4-mal-100-Meter-Stafette mit Erbstößer, Hartmut Schelter, Peter Haase und Harald Eggers stellte im Halbfinale mit 38,72 s einen neuen Europarekord auf. Dieser Rekord wurde im Endlauf von der französischen Stafette auf 38,43 s verbessert. Damit wurden die Franzosen Dritte, die Stafette der DDR verbesserte mit 38,66 s auf dem fünften Platz den DDR-Rekord.
Erbstößer wurde bereits 1959 Vizemeister der DDR über 200 Meter. Von 1962 bis 1966 gewann Erbstößer fünfmal in Folge den Meistertitel auf dieser Strecke. 1962, 1964, 1965 und 1968 wurde er DDR-Meister über 100 Meter. 1966 wurde er bei den DDR-Hallenmeisterschaften Zweiter über 50 Meter.
In seiner Wettkampfzeit war Erbstößer 1,74 m groß und 72 kg schwer.

## Persönliche Bestzeiten
- 100 m: 10,28 s, 13. Oktober 1968, Mexiko-Stadt (handgestoppt: 10,1 s, 9. August 1968, Erfurt)
- 200 m: 20,8 s, 1. Juni 1968, Sofia